# Андреев, Александр Борисович
Алекса́ндр Бори́сович Андре́ев (29 сентября 1923, Досметкино, Моркинский кантон, Марийская автономная область, РСФСР, СССР ― 30 января 2000, Йошкар-Ола, Марий Эл, Россия) ― марийский советский государственный и партийный деятель. Министр просвещения Марийской АССР (1970―1982). Участник Великой Отечественной войны и советско-японской войны. Член ВКП(б).

## Биография
Родился 29 сентября 1923 года в деревне Досметкино ныне Моркинского района Марий Эл в бедной крестьянской семье. Сирота. 
В 1931 г. поступил учиться в Горельскую семилетнюю школу, а в 1941 году окончил Моркинское педагогическое училище. С сентября 1941 по апрель 1942 года работал учителем начальной школы в Шоруньжинской семилетней школе Моркинского района Марийской АССР.
В апреле 1942 года призван в РККА. Участник Великой Отечественной войны: курсант 3 Ленинградского пехотного училища (г. Воткинск, Удмуртская АССР), красноармеец особой стрелковой бригады Северо-Кавказского фронта. В 1942―1943 годах был командиром отделения 1277 стрелкового полка 389 стрелковой дивизии. В 1943 году был ранен и находился в госпитале г. Тбилиси Грузинской ССР. В 1943―1944 годах проходил курсы Махачкалинского пехотного училища в посёлке Манглиси Грузинской ССР. В 1944―1945 годах ― командир взвода 4 отдельного полка резерва офицерского состава 4 Украинского фронта, затем ― командир взвода 69 отдельной горно-стрелковой бригады, младший лейтенант. В 1945―1947 годах командовал 31 отдельной горно-стрелковой бригадой Дальневосточного военного округа, лейтенант. В 1947 году демобилизован по состоянию здоровья. Награждён орденом Отечественной войны I степени (дважды) и медалями. 
После демобилизации с сентября 1947 по январь 1948 года работал учителем Шоруньжинской средней школы Моркинского района.
В 1945 году принят в ВКП(б). С февраля по май 1948 года учился на курсах при Марийском обкоме ВКП(б). Затем ― на партийной работе: инструктор Марийского обкома ВКП(б), в 1949―1951 годах ― слушатель Горьковской партийной школы, в 1951―1955 годах ― второй секретарь Ронгинского райкома КПСС Марийской АССР. 
В 1958 году с отличием окончил Высшую партийную школу при ЦК КПСС. 
В 1958―1959 годах ― председатель Волжского, в 1959―1963 годах ― Пектубаевского (Новоторъяльского), в 1963―1965 годах ― Моркинского районных исполкомов МАССР.
В 1965―1970 годах ― первый секретарь Моркинского райкома КПСС.
В  1970―1982 годах был министром просвещения Марийской АССР. С сентября 1976 года преподавал областные курсы повышенной квалификации партийным и советским работникам по вопросам советского строительства и практике работы советских органов.
В 1959―1985 годах избирался депутатом Верховного Совета Марийской АССР V―X созыва. 
Награждён орденом Трудового Красного Знамени, медалями и Почётной грамотой Президиума Верховного Совета Марийской АССР.
Скончался 30 января 2000 года в г. Йошкар-Оле.

## Награды

### Трудовые
- Орден Трудового Красного Знамени (1971)[2]
- Медаль «За трудовую доблесть» (1965)[2]
- Юбилейная медаль «За доблестный труд. В ознаменование 100-летия со дня рождения Владимира Ильича Ленина» (1970)[2]
- Почётная грамота Президиума Верховного Совета Марийской АССР (1973)[2]

### Боевые
- Орден Отечественной войны I степени (23.05.1945, 06.04.1985)[9][10]
- Медаль «За победу над Германией в Великой Отечественной войне 1941—1945 гг.» (09.05.1945)[4]
- Медаль «За победу над Японией» (1945)[3]